# Lista de filmes portugueses de 1992
Lista de filmes portugueses de longa-metragem lançados comercialmente em Portugal em 1992, nas salas de cinema.
Notas: Na secção coprodução, passando o cursor sobre a bandeira aparecerá o nome do país correspondente.
| #  | Filme                       | Realização                | Género   | Estreia        | Coprodução            |
| -- | --------------------------- | ------------------------- | -------- | -------------- | --------------------- |
| 1  | Aqui d'El Rei!              | António-Pedro Vasconcelos | História | 24 de abril    | França · Espanha      |
| 2  | O Dia do Desespero          | Manoel de Oliveira        | Drama    | 30 de outubro  | França                |
| 3  | No Dia dos Meus Anos        | João Botelho              | Drama    | 21 de agosto   | França                |
| 4  | Nuvem                       | Ana Luísa Guimarães       | Drama    | 24 de janeiro  | França                |
| 5  | Os Olhos Azuis de Yonta     | Flora Gomes               | Drama    | 5 de fevereiro | Guiné-Bissau · França |
| 6  | Retrato de Família          | Luís Galvão Teles         | Drama    | 28 de agosto   | França · Espanha      |
| 7  | Solo de Violino             | Monique Rutler            | Drama    | 19 de junho    | Brasil                |
| 8  | Das Tripas Coração - O Fogo | Joaquim Pinto             | Drama    | 21 de agosto   | França                |
| 9  | O Último Mergulho           | João César Monteiro       | Drama    | 18 de setembro | França                |
| 10 | Vertigem                    | Leandro Ferreira          | Policial | 13 de novembro | —                     |